# Анид Ћушић
Анид Ћушић  (Мостар, 28. октобар 1997.) је босанскохерцеговачки фолк певач који се прославио као победник дванаесте сезоне такмичења Звезде Гранда. Пореклом је из Мостара.

## Дискографија

### Синглови
- Па нек боли (2019) са Ацом Живановићем
- Мотел (2020) са Габријелом Пејчев
- Грешна (2020)
- Клинка (2020)[3]
- Не не не (2021)
- Клошар (2021) дует са Дарком Лазићем[4]
- На алкохолу (2022)[5]
- Очи без сјаја (2023)
- Прстен (2023)[6]
- Ружа увела (2023) дует са Османом Хаџићем